# 吉田晴香 (キャスター)
吉田 晴香（よしだ はるか、（平成元年）1989年3月2日 - ）は、NHK仙台放送局の契約キャスター。オフィス気象キャスターおよび気象キャスターネットワーク所属の気象予報士、防災士。

## 来歴
宮城県石巻市出身。東北大学教育学部卒業。
大学卒業目前の2011年3月に東日本大震災が発生し、石巻市内にあった吉田の実家も被災する。卒業後、母校でもある石巻市内の高校で1年間非常勤講師を務め、2012年4月に仙台放送局のキャスターになる。
NHKとの契約を開始して以来、同局で放送の『てれまさむね』に出演し続けている。また、番組の取材と構成書きも兼務している。番組では長らくリポーターを務めていたが、気象予報士の資格取得後の2018年春からは気象キャスターとして出演している。

## 担当番組
- てれまさむね - リポーター（2012年4月 - 2018年3月）、気象キャスター（2018年4月2日 - 2020年3月21日）
- ウィークエンド東北 - 気象キャスター